# Ozora
Ozora is een plaats (község) en gemeente in het Hongaarse comitaat Tolna. Ozora telt 1767 inwoners (2001).
Het dorp is tegenwoordig bekend van het psychedelische trancefestival O.Z.O.R.A. dat elk jaar sinds 2005 gehouden wordt.